# Luce lenta
Per luce lenta si intende la propagazione di un impulso ottico o di una portante ottica modulata in altro modo ad una velocità di gruppo molto bassa. Il fenomeno della luce lenta si verifica quando la propagazione di un impulso viene rallentata, in modo sostanziale, dall'interazione con il mezzo in cui essa avviene.
Nel 1998, la ricercatrice danese in fisica Lene Vestergaard Hau guidò un gruppo misto di ricercatori provenienti dall'Università di Harvard e dal Rowland Institute for Science che riuscì a rallentare un fascio di luce a circa 17 metri al secondo (61 km/h), mentre ricercatori presso l'Università di Berkeley rallentarono la velocità della luce che si propagava attraverso un semiconduttore a 9,7 km al secondo nel 2004. Hau e i suoi colleghi, successivamente, riuscirono a fermare completamente la luce e svilupparono metodi con cui essa può essere fermata e poi fatta ripartire. Questo fu fatto per cercare di sviluppare computer che usassero solo una frazione dell'energia usata dai computer moderni.
Nel 2005, l'IBM realizzò microchip capaci di rallentare la luce, modellati con materiali abbastanza comuni, aprendo potenzialmente la strada alla distribuzione commerciale.

## Premesse
Quando la luce si propaga in un mezzo, essa viaggia più lentamente rispetto alla velocità con cui viaggia nel vuoto, {\displaystyle c}. A ciò è associato un cambiamento della velocità di fase della luce e si manifesta con effetti fisici come la rifrazione. Questa riduzione della velocità è quantificata dal rapporto tra {\displaystyle c} e la velocità di fase nel mezzo considerato. Questo rapporto è chiamato indice di rifrazione del mezzo. Il fenomeno della luce lenta consiste una drammatica riduzione della velocità di gruppo della luce e non della velocità di fase.
Gli effetti associati alla luce lenta, quindi, non sono dovuti a valori abnormi dell'indice di rifrazione, come sarà spiegato sotto.
La descrizione più semplice della luce data dalla fisica classica consiste in onde o perturbazioni del campo elettromagnetico. Nel vuoto, le equazioni di Maxwell predicono che queste perturbazioni si propaghino ad una specifica velocità, indicata con il simbolo {\displaystyle c}. È questa costante fisica ben nota ad essere comunemente indicata come velocità della luce. Il postulato della costanza della velocità della luce in tutti i sistemi di riferimento inerziali costituisce il fulcro della relatività ristretta e ha dato origine al pensiero comune secondo cui "la velocità della luce è sempre la stessa".
Tuttavia, in molte situazioni, la luce non è descrivibile semplicemente come una perturbazione nel campo elettromagnetico.
La luce che si propaga all'interno di un mezzo non è più soltanto una perturbazione del campo elettromagnetico, ma piuttosto una perturbazione sia del campo, sia delle posizioni e delle velocità delle particelle cariche (elettroni) presenti all'interno del mezzo. Il moto degli elettroni è determinato dal campo (ed è dovuto alla forza di Lorentz) ma il campo è determinato dalle posizioni e dalle velocità degli elettroni (in base al teorema di Gauss e al teorema della forza di Ampère).
Il comportamento di una perturbazione combinata di campo elettromagnetico e densità di carica (in pratica, la luce) è ancora determinato dalle equazioni di Maxwell, ma le soluzioni sono complicate a causa dell'intima connessione tra il mezzo e il campo.
La descrizione del comportamento della luce in un mezzo si semplifica limitando i tipi di perturbazione studiati a funzioni sinusoidali del tempo. Per questi tipi di perturbazioni le equazioni di Maxwell si trasformano in equazioni algebriche e sono facilmente risolvibili. Queste particolari perturbazioni si propagano in un mezzo ad una velocità minore di {\displaystyle c} chiamata velocità di fase. Il rapporto tra {\displaystyle c} e la velocità di fase è detto indice di rifrazione del mezzo, indicato con {\displaystyle n}. L'indice di rifrazione non è costante per un dato mezzo, ma dipende da temperatura, pressione e anche dalla frequenza dell'onda luminosa (sinusoidale). In particolare, la dipendenza dalla frequenza porta a un effetto chiamato dispersione.
Un essere umano percepisce l'intensità di una perturbazione sinusoidale come la luminosità della luce e la frequenza come il colore. Se un segnale luminoso viene acceso o spento in uno specifico istante o modulato in altro modo, anche l'ampiezza della perturbazione sinusoidale dipende dal tempo. Le variazioni dell'ampiezza nel tempo non si propagano alla velocità di fase ma piuttosto alla velocità di gruppo. La velocità di gruppo non dipende solo dall'indice di rifrazione del mezzo, ma anche dal modo in cui l'indice di rifrazione cambia con la frequenza (ossia dalla derivata dell'indice di rifrazione rispetto alla frequenza).
Quando si parla di luce lenta ci si riferisce a una velocità di gruppo molto bassa della luce. Se la relazione che esprime la dispersione dell'indice di rifrazione è tale che l'indice cambia rapidamente in un piccolo intervallo di frequenze, allora la velocità di gruppo può essere molto bassa, anche migliaia o milioni di volte minore di {\displaystyle c}, anche se l'indice di rifrazione ha ancora un valore tipico (tra 1,5 e 3,5 per vetri e semiconduttori).

## Modi per ottenere la luce lenta
Esistono molti meccanismi che possono generare luce lenta, ognuno dei quali genera regioni spettrali strette con elevata dispersione, ossia picchi nella relazione di dispersione. Le modalità da considerare sono generalmente suddivise in due categorie: dispersione in un mezzo e dispersione in una guida d'onda. I meccanismi di dispersione in un mezzo come la trasparenza elettromagneticamente indotta (EIT), l'oscillazione della popolazione coerente (CPO - coherent population oscillation) e varie modalità di four-wave mixing (FWM) producono un rapido cambiamento dell'indice di rifrazione in funzione della frequenza ottica, cioè essi modificano la dipendenza temporale di un'onda in propagazione. Questo viene fatto mediante effetti non lineari per modificare la risposta dipolare di un mezzo a un segnale o a un campo "di prova". I meccanismi di dispersione nelle guide d'onda, come i cristalli fotonici, le guide d'onda ottiche a risonatore accoppiato (CROW - coupled resonator optical waveguides) e altre strutture di micro-risonatori modificano la dipendenza spaziale (vettore k) di un'onda in propagazione. La luce lenta può anche essere ottenuta sfruttando le proprietà di dispersione delle guide d'onda piane realizzate con single negative metamaterials (SNM) o double negative metamaterials (DNM).
Un parametro molto importante da considerare per la generazione della luce lenta è il prodotto con larghezza di banda ritardata (DBP - Delay-Bandwidth Product). La maggior parte delle modalità con cui viene generata la luce lenta può effettivamente offrire un ritardo arbitrariamente lungo per una determinata lunghezza del dispositivo (lunghezza/ritardo = velocità del signale) a spese della larghezza di banda. Il prodotto dei due è pressoché costante. Un altro importante parametro correlato è ritardo frazionario, il tempo di ritardo di un impulso diviso per il tempo totale dell'impulso.
La trasparenza indotta da plasmone - un analogo della trasparenza elettromagneticamente indotta - fornisce un altro approccio basato sull'interferenza distruttiva tra diverse modalità di risonanza. Un lavoro recente ha dimostrato questo effetto in un'ampia finestra di trasparenza su un intervallo di frequenze superiore a 0,40 THz.

## Potenziale utilizzo
La luce lenta potrebbe essere utilizzata per ridurre notevolmente il rumore, il che potrebbe consentire di trasmettere tutti i tipi di informazioni in modo più efficiente. Inoltre, gli interruttori ottici controllati da luce lenta potrebbero ridurre il fabbisogno energetico di un milione di volte rispetto agli interruttori che ora gestiscono tutto da apparecchiature telefoniche attraverso dei supercomputer.
Il rallentamento della luce potrebbe portare a un flusso di traffico più ordinato nelle reti di computer.
D'altra parte, la luce lenta può essere utilizzata per costruire interferometri che sono molto più sensibili allo spostamento in frequenza rispetto agli interferometri convenzionali. Questa proprietà può essere utilizzata per costruire misuratori di frequenza migliori e più piccoli e spettrometri ad alta risoluzione compatti. Inoltre, la luce lenta può essere utilizzata nella memoria ottica quantistica.

## In letteratura
La descrizione della "luminite" nel romanzo di Maurice Renard's novel, Le maître de la lumière (Il maestro della luce, 1933),  potrebbe essere una delle più antiche citazioni della luce lenta.
Questi pannelli sono di un composto attraverso il quale la luce viene rallentata allo stesso modo di quando essa si propaga attraverso l'acqua. Sai bene, Péronne, come puoi sentire più velocemente un suono attraverso, per esempio, un cavo metallico o qualche altro solido rispetto allo spazio semplice. Bene, Péronne, tutto questo rientra nella stessa famiglia di fenomeni!

Ecco la soluzione. Questi pannelli di vetro rallentano la luce a una velocità incredibilmente bassa, visto che c'è bisogno solo di un foglio relativamente sottile per rallentarla di cento anni. Ci vogliono cento anni affinché un raggio di luce passi attraverso questo strato di materia! Ci vorrebbe un anno affinché passi attraverso un centesimo di questo spessore.
Di seguito sono riportati i racconti di fantasia successivi che riguardano la luce lenta.
- Gli esperimenti di luce lenta sono citati nel romanzo di Dave Eggers You Shall Know Our Velocity (2002), in cui la velocità della luce è descritta come "Sunday crawl".
- Su Mondo Disco, dove è ambientata la serie di romanzi di Terry Pratchett, la luce viaggia solo a poche centinaia di miglia all'ora a causa del campo magico "tanto intenso da essere imbarazzante" di Mondo Disco.[14]
- Il "vetro lento" è un materiale di fantasia nel breve racconto di Bob Shaw "Light of Other Days" (Analog, 1966) e in molte serie seguenti. Il vetro, che ritarda il passaggio della luce di anni o decenni, è usato per costruire finestre chiamate scenedows, che permette agli abitanti delle città, ai sommergibilisti e ai prigionieri di guardare "dal vivo".  Il "vetro lento" è un materiale in cui il ritardo della luce che passa attraverso il vetro è dovuto al passaggio dei fotoni "... attraverso un tunnel a spirale avvolto fuori dal raggio di cattura di ogni atomo nel vetro".

Shaw in seguito rielaborò le storie nel romanzo Other Days, Other Eyes (1972).